# Denmark Open 2002
Die Denmark Open 2002 im Badminton fanden in der Farum Hallen in Farum bei Kopenhagen vom 29. Oktober bis zum 3. November 2002 statt.

## Sieger und Platzierte
| Disziplin    | Gold                      | Silber                         | Bronze                                |
| ------------ | ------------------------- | ------------------------------ | ------------------------------------- |
| Herreneinzel | Chen Hong                 | Kenneth Jonassen               | Wong Choong Hann                      |
| Herreneinzel | Chen Hong                 | Kenneth Jonassen               | Peter Rasmussen                       |
| Dameneinzel  | Camilla Martin            | Gong Ruina                     | Wang Chen                             |
| Dameneinzel  | Camilla Martin            | Gong Ruina                     | Xie Xingfang                          |
| Herrendoppel | Ha Tae-kwon Kim Dong-moon | Chan Chong Ming Chew Choon Eng | Patapol Ngernsrisuk Sudket Prapakamol |
| Herrendoppel | Ha Tae-kwon Kim Dong-moon | Chan Chong Ming Chew Choon Eng | Jens Eriksen Martin Lundgaard Hansen  |
| Damendoppel  | Wei Yili Zhao Tingting    | Mia Audina Lotte Jonathans     | Vita Marissa Eny Widiowati            |
| Damendoppel  | Wei Yili Zhao Tingting    | Mia Audina Lotte Jonathans     | Chen Lin Jiang Xuelian                |
| Mixed        | Kim Dong-moon Hwang Yu-mi | Nova Widianto Vita Marissa     | Jonas Rasmussen Rikke Olsen           |
| Mixed        | Kim Dong-moon Hwang Yu-mi | Nova Widianto Vita Marissa     | Jens Eriksen Mette Schjoldager        |

## Finalergebnisse
| Disziplin    | Sieger                    | Finalist                       | Ergebnis         |
| ------------ | ------------------------- | ------------------------------ | ---------------- |
| Herreneinzel | Chen Hong                 | Kenneth Jonassen               | 15-9, 9-15, 15-6 |
| Dameneinzel  | Camilla Martin            | Gong Ruina                     | 11-5, 3-11, 11-7 |
| Herrendoppel | Ha Tae-kwon Kim Dong-moon | Chan Chong Ming Chew Choon Eng | 15-4, 15-8       |
| Damendoppel  | Wei Yili Zhao Tingting    | Mia Audina Lotte Jonathans     | 11-3, 6-11, 11-9 |
| Mixed        | Kim Dong-moon Hwang Yu-mi | Nova Widianto Vita Marissa     | 11-6, 4-11, 11-7 |

## Ergebnisse

### Herreneinzel Qualifikation
- Magnus Repsgard –  Henrik Kryger: 15-10 / 3-15 / 15-7
- Henrik Stumpe –  Orri Orn Arnason: 15-2 / 15-7
- Zhu Weilun –  Roman Spitko: 15-3 / 15-8
- Sveinn Sölvason –  Jannich Andersen: 15-12 / 15-3
- Jacob Nielsen –  Stefano Infantino: 15-12 / 15-10
- Jesper Skau Madsen –  Joakim Nordh: 8-15 / 15-8 / 15-3
- Luo Xilin –  John Norholt: 15-5 / 15-1
- Henrik Jeppesen –  Juan Sanudo: 15-2 / 15-0
- Sune Gavnholt –  Nicolás Escartín: 9-15 / 15-13 / 15-8
- Daniel Damgaard –  Vitaliy Durkin: 15-6 / 15-4
- Michael Moesgaard –  Charles Pyne: 15-5 / 15-11
- Erick Anguiano –  Christos Coucas: 15-0 / 15-2
- Taufiq Hidayat Akbar –  Christian Møller Madsen: 15-9 / 15-1
- Joachim Fischer Nielsen –  Andrew Dabeka: 17-15 / 15-8
- Chen Gang –  Rasmus Nielsen: 15-10 / 15-6
- Arturo Ruiz –  Thomas Nielsen: 15-13 / 15-3
- Michael Andrey –  Christos Poulios: 15-10 / 15-8
- Joachim Persson –  Jan Vondra: 15-9 / 8-15 / 15-9
- Morten Petersen –  Jacob Madsen: 15-9 / 15-7
- Martin Delfs –  Helgi Jóhannesson: 15-5 / 15-5
- Gregers Schytt –  Alexander Hansson: 15-4 / 15-1
- Anders Malthe Nielsen –  Kristoffer Rahr: 15-6 / 15-11
- Henrik Pærremand –  Kasper Nielsen: 15-12 / 15-3
- Peter Gade –  Anders Malmgren: 15-11 / 15-2
- Niklas Mansson –  Niklas Hoff: 15-13 / 8-15 / 15-11
- Søren Boas Olsen –  Nikolaj Nikolaenko: 12-15 / 15-4 / 15-13
- Peter Mikkelsen –  Alexandr Nikolaenko: 15-2 / 17-14
- Magnus Repsgard –  Henrik Stumpe: 11-15 / 15-10 / 15-8
- Zhu Weilun –  Sveinn Sölvason: 15-3 / 15-6
- Jacob Nielsen –  Jesper Skau Madsen: 15-8 / 15-8
- Luo Xilin –  Henrik Jeppesen: 15-6 / 15-0
- Daniel Damgaard –  Sune Gavnholt: 15-6 / 15-5
- Michael Moesgaard –  Erick Anguiano: 15-7 / 14-17 / 15-10
- Taufiq Hidayat Akbar –  Joachim Fischer Nielsen: 4-15 / 15-1 / 15-12
- Chen Gang –  Arturo Ruiz: 6-15 / 15-2 / 15-9
- Joachim Persson –  Michael Andrey: 15-2 / 15-3
- Martin Delfs –  Morten Petersen: 15-7 / 15-12
- Gregers Schytt –  Anders Malthe Nielsen: 15-5 / 15-8
- Peter Gade –  Henrik Pærremand: 15-4 / 15-8
- Bo Rafn –  Niklas Mansson: 15-7 / 15-6
- Peter Mikkelsen –  Søren Boas Olsen: 15-9 / 15-0
- Zhu Weilun –  Magnus Repsgard: 15-3 / 15-5
- Luo Xilin –  Jacob Nielsen: 15-2 / 15-3
- Daniel Damgaard –  Michael Moesgaard: 15-9 / 15-5
- Chen Gang –  Taufiq Hidayat Akbar: 15-13 / 15-6
- Martin Delfs –  Joachim Persson: 15-13 / 15-4
- Peter Gade –  Gregers Schytt: 15-1 / 15-6
- Bo Rafn –  Peter Mikkelsen: 15-12 / 15-12

### Herreneinzel
- Lin Dan –  Thomas Røjkjær Jensen: 15-7 / 15-8
- Peter Gade –  Marcus Jansson: 15-1 / 15-4
- Roslin Hashim –  Nikhil Kanetkar: 15-11 / 15-4
- Yeoh Kay Bin –  Jim Ronny Andersen: 15-12 / 15-12
- Wong Choong Hann –  Jens Roch: 15-9 / 15-9
- Conrad Hückstädt –  Stephan Wojcikiewicz: 15-2 / 15-11
- Irwansyah –  Colin Haughton: 15-13 / 15-4
- Lee Tsuen Seng –  Mark Constable: 15-6 / 15-6
- Niels Christian Kaldau –  Sairul Amar Ayob: 15-7 / 15-7
- Chen Gang –  Indra Wijaya: 15-9 / 15-6
- Anders Boesen –  Yohan Hadikusumo Wiratama: 15-6 / 15-5
- Martin Delfs –  Martin Hagberg: 15-10 / 15-6
- Boonsak Ponsana –  Jean-Michel Lefort: 15-6 / 15-2
- Kenneth Jonassen –  Dicky Palyama: 15-12 / 15-7
- Przemysław Wacha –  Daniel Eriksson: 15-9 / 15-3
- Sony Dwi Kuncoro –  Kasper Ødum: 15-12 / 15-7
- Anupap Thiraratsakul –  Sergio Llopis: 15-9 / 15-3
- Rasmus Wengberg –  Björn Joppien: 4-15 / 15-12 / 15-11
- Per-Henrik Croona –  Daniel Damgaard: 15-6 / 15-8
- Agus Hariyanto –  Andrew Smith: 15-5 / 15-7
- Abhinn Shyam Gupta –  Jan Fröhlich: 15-10 / 15-5
- Ronald Susilo –  Bo Rafn: 15-5 / 15-2
- Yong Hock Kin –  Oliver Pongratz: 15-3 / 15-10
- Chen Hong –  Chetan Anand: 15-5 / 6-15 / 15-13
- Luo Xilin –  Kasperi Salo: 15-9 / 15-8
- Budi Santoso –  Bobby Milroy: 15-9 / 15-12
- Pedro Yang –  Nabil Lasmari: 14-17 / 15-8 / 15-13
- Ramesh Nathan –  Michael Christensen: 15-7 / 15-7
- Hendrawan –  Zhu Weilun: 15-4 / 10-15 / 15-7
- Peter Rasmussen –  Mark Burgess: 17-14 / 15-7
- Hidetaka Yamada –  Martyn Lewis: 15-6 / 15-3
- Ong Ewe Hock –  Kasper Fangel: 15-8 / 17-15
- Peter Gade –  Lin Dan: 15-11 / 10-15 / 15-9
- Roslin Hashim –  Yeoh Kay Bin: 15-8 / 15-11
- Wong Choong Hann –  Conrad Hückstädt: 15-11 / 15-7
- Irwansyah –  Lee Tsuen Seng: 15-13 / 8-15 / 15-12
- Niels Christian Kaldau –  Chen Gang: 15-9 / 13-15 / 15-5
- Anders Boesen –  Martin Delfs: 15-8 / 15-5
- Kenneth Jonassen –  Boonsak Ponsana: 15-10 / 10-15 / 15-4
- Sony Dwi Kuncoro –  Przemysław Wacha: 15-6 / 15-6
- Anupap Thiraratsakul –  Rasmus Wengberg: 7-15 / 15-7 / 15-2
- Agus Hariyanto –  Per-Henrik Croona: 15-4 / 15-10
- Ronald Susilo –  Abhinn Shyam Gupta: 15-5 / 15-6
- Chen Hong –  Yong Hock Kin: 15-3 / 15-11
- Luo Xilin –  Budi Santoso: 15-12 / 15-4
- Ramesh Nathan –  Pedro Yang: 15-9 / 15-6
- Peter Rasmussen –  Hendrawan: 15-11 / 7-15 / 15-8
- Hidetaka Yamada –  Ong Ewe Hock: 10-0
- Roslin Hashim –  Peter Gade: 15-11 / 15-4
- Wong Choong Hann –  Irwansyah: 15-5 / 15-5
- Anders Boesen –  Niels Christian Kaldau: 15-3 / 15-8
- Kenneth Jonassen –  Sony Dwi Kuncoro: 6-15 / 15-7 / 15-6
- Anupap Thiraratsakul –  Agus Hariyanto: 15-10 / 8-15 / 15-5
- Chen Hong –  Ronald Susilo: 17-15 / 10-15 / 15-5
- Luo Xilin –  Ramesh Nathan: 17-14 / 15-1
- Peter Rasmussen –  Hidetaka Yamada: 15-9 / 15-3
- Wong Choong Hann –  Roslin Hashim: 15-11 / 15-5
- Kenneth Jonassen –  Anders Boesen: 15-9 / 15-7
- Chen Hong –  Anupap Thiraratsakul: 15-7 / 15-10
- Peter Rasmussen –  Luo Xilin: 17-15 / 15-1
- Kenneth Jonassen –  Wong Choong Hann: 15-7 / 15-11
- Chen Hong –  Peter Rasmussen: 15-13 / 15-10
- Chen Hong –  Kenneth Jonassen: 15-9 / 9-15 / 15-6

### Dameneinzel Qualifikation
- Ekaterina Ananina –  Lucía Tavera: 11-6 / 11-6
- Cai Jiani –  Elin Bergblom: 11-7 / 11-2
- Mette Nielsen –  Sara Jónsdóttir: 11-6 / 11-6
- Anna Rice –  Lina Uhac: 11-2 / 11-8
- Lina Alfredsson –  Kati Tolmoff: 11-2 / 5-11 / 11-9
- Katerina Zvereva –  Solenn Pasturel: 13-10 / 13-10
- Yuli Marfuah –  Anne Marie Pedersen: 8-11 / 11-4 / 11-4
- Cai Jiani –  Ekaterina Ananina: 11-5 / 11-4
- Dian Novita Sari –  Mette Nielsen: 11-5 / 11-4
- Anna Rice –  Lina Alfredsson: 11-4 / 11-4
- Yuli Marfuah –  Katerina Zvereva: 11-3 / 11-1
- Cai Jiani –  Dian Novita Sari: 13-10 / 11-1
- Yuli Marfuah –  Anna Rice: 11-6 / 8-11 / 11-6

### Dameneinzel
- Camilla Martin –  Juliane Schenk: 11-4 / 11-0
- Tine Høy –  Agnese Allegrini: 11-4 / 11-3
- Tracey Hallam –  Atu Rosalina: 11-6 / 11-8
- Sara Persson –  Charmaine Reid: 7-11 / 11-1 / 11-0
- Mia Audina –  Zeng Yaqiong: 11-1 / 11-1
- Tine Baun –  Anu Nieminen: 11-6 / 4-11 / 11-8
- Xie Xingfang –  Yoana Martínez: 11-3 / 11-0
- Wei Yan –  Nicole Grether: 7-11 / 11-4 / 11-2
- Yao Jie –  Aparna Popat: 13-12 / 13-11
- Marina Andrievskaia –  Julia Mann: 11-4 / 11-1
- Petra Overzier –  Dolores Marco: 11-3 / 11-1
- Gong Ruina –  Cai Jiani: 11-4 / 11-9
- Judith Meulendijks –  Yuli Marfuah: 13-11 / 11-9
- Pi Hongyan –  Petya Nedelcheva: 11-2 / 11-1
- Christina Sørensen –  Nina Weckström: 11-2 / 11-0
- Wang Chen –  Karina de Wit: 11-2 / 11-0
- Camilla Martin –  Tine Høy: 11-3 / 11-3
- Tracey Hallam –  Sara Persson: 11-9 / 0-11 / 11-3
- Mia Audina –  Tine Baun: 11-1 / 11-0
- Xie Xingfang –  Wei Yan: 11-3 / 11-8
- Yao Jie –  Marina Andrievskaia: 13-10 / 11-3
- Gong Ruina –  Petra Overzier: 11-1 / 11-6
- Pi Hongyan –  Judith Meulendijks: 13-11 / 11-2
- Wang Chen –  Christina Sørensen: 11-6 / 11-1
- Camilla Martin –  Tracey Hallam: 11-7 / 11-3
- Xie Xingfang –  Mia Audina: 11-9 / 11-4
- Gong Ruina –  Yao Jie: 11-6 / 11-3
- Wang Chen –  Pi Hongyan: 11-6 / 11-3
- Camilla Martin –  Xie Xingfang: 11-3 / 11-7
- Gong Ruina –  Wang Chen: 8-11 / 13-11 / 11-9
- Camilla Martin –  Gong Ruina: 11-5 / 3-11 / 11-7

### Herrendoppel Qualifikation
- Cai Yun /  Sang Yang –  Nicolás Escartín /  Arturo Ruiz: 15-4 / 15-4
- Alexandr Nikolaenko /  Nikolaj Nikolaenko –  Rasmus Andersen /  Carsten Mogensen: 15-10 / 14-17 / 17-14
- Kim Yong-hyun /  Yim Bang-eun –  Kenneth Mogensen /  Søren B. Nielsen: 15-4 / 15-2
- Andreas Hansen /  Anders Kristiansen –  Helgi Jóhannesson /  Sveinn Sölvason: 15-6 / 15-5
- Fu Haifeng /  Zhu Lihua –  Michael Jensen /  Rasmus Nielsen: 15-6 / 15-6
- José Antonio Crespo /  Sergio Llopis –  Daniel Glaser /  Dennis von Dahn: 15-10 / 15-8
- James Anderson /  Simon Archer –  Stanislav Mlejnek /  Jan Vondra: 15-0 / 15-6
- Vitaliy Durkin /  Alexandr Russkikh –  Søren Boas Olsen /  Karsten Mathiesen: 15-5 / 15-3
- Cai Yun /  Sang Yang –  Alexandr Nikolaenko /  Nikolaj Nikolaenko: 15-12 / 15-7
- Kim Yong-hyun /  Yim Bang-eun –  Andreas Hansen /  Anders Kristiansen: 15-13 / 15-2
- Fu Haifeng /  Zhu Lihua –  José Antonio Crespo /  Sergio Llopis: 15-9 / 15-7
- James Anderson /  Simon Archer –  Vitaliy Durkin /  Alexandr Russkikh: 15-17 / 15-13 / 15-4
- Kim Yong-hyun /  Yim Bang-eun –  Cai Yun /  Sang Yang: 16-17 / 17-15 / 17-14
- Fu Haifeng /  Zhu Lihua –  James Anderson /  Simon Archer: 9-15 / 15-11 / 15-6

### Herrendoppel
- Jens Eriksen /  Martin Lundgaard Hansen –  Henrik Andersson /  Fredrik Bergström: 10-15 / 15-7 / 15-6
- Alvent Yulianto /  Hendra Gunawan –  Peter Hasbak /  William Milroy: 15-5 / 15-12
- Mathias Boe /  Michael Lamp –  Peter Jeffrey /  Julian Robertson: 15-10 / 15-7
- Manuel Dubrulle /  Mihail Popov –  Jochen Cassel /  Joachim Tesche: 16-17 / 15-12 / 15-9
- Eng Hian /  Flandy Limpele –  Jim Laugesen /  Michael Søgaard: 15-10 / 8-15 / 15-13
- Fu Haifeng /  Zhu Lihua –  Robert Blair /  Ian Palethorpe: 15-9 / 15-6
- Chan Chong Ming /  Chew Choon Eng –  Matthew Hughes /  Martyn Lewis: 15-3 / 15-7
- Kim Yong-hyun /  Yim Bang-eun –  Jonas Glyager Jensen /  Simon Mollyhus: 15-6 / 15-3
- Liu Kwok Wa /  Albertus Susanto Njoto –  Kristof Hopp /  Thomas Tesche: 14-17 / 15-8 / 15-10
- Tommy Sørensen /  Jesper Thomsen –  Michał Łogosz /  Robert Mateusiak: 15-9 / 15-11
- Patapol Ngernsrisuk /  Sudket Prapakamol –  Imanuel Hirschfeld /  Jörgen Olsson: 15-10 / 15-10
- Lars Paaske /  Jonas Rasmussen –  Anggun Nugroho /  Nova Widianto: 15-7 / 15-8
- Thomas Laybourn /  Peter Steffensen –  Anthony Clark /  Nathan Robertson: 15-4 / 7-15 / 16-9
- Howard Bach /  Kevin Han –  James Boxall /  Graham Hurrell: 15-2 / 15-6
- Jesper Christensen /  Jesper Larsen –  Ingo Kindervater /  Björn Siegemund: 15-6 / 15-0
- Ha Tae-kwon /  Kim Dong-moon –  Vincent Laigle /  Svetoslav Stoyanov: 15-7 / 15-11
- Jens Eriksen /  Martin Lundgaard Hansen –  Alvent Yulianto /  Hendra Gunawan: 15-3 / 15-9
- Mathias Boe /  Michael Lamp –  Manuel Dubrulle /  Mihail Popov: 15-9 / 15-10
- Eng Hian /  Flandy Limpele –  Fu Haifeng /  Zhu Lihua: 15-6 / 15-4
- Chan Chong Ming /  Chew Choon Eng –  Kim Yong-hyun /  Yim Bang-eun: 15-8 / 5-15 / 15-8
- Liu Kwok Wa /  Albertus Susanto Njoto –  Tommy Sørensen /  Jesper Thomsen: 15-6 / 15-4
- Patapol Ngernsrisuk /  Sudket Prapakamol –  Lars Paaske /  Jonas Rasmussen: 10-15 / 15-8 / 15-13
- Thomas Laybourn /  Peter Steffensen –  Howard Bach /  Kevin Han: 5-15 / 15-6 / 15-9
- Ha Tae-kwon /  Kim Dong-moon –  Jesper Christensen /  Jesper Larsen: 15-5 / 15-4
- Jens Eriksen /  Martin Lundgaard Hansen –  Mathias Boe /  Michael Lamp: 15-12 / 13-15 / 15-6
- Chan Chong Ming /  Chew Choon Eng –  Eng Hian /  Flandy Limpele: 13-15 / 15-3 / 15-8
- Patapol Ngernsrisuk /  Sudket Prapakamol –  Liu Kwok Wa /  Albertus Susanto Njoto: 9-15 / 15-8 / 15-12
- Ha Tae-kwon /  Kim Dong-moon –  Thomas Laybourn /  Peter Steffensen: 15-4 / 15-1
- Chan Chong Ming /  Chew Choon Eng –  Jens Eriksen /  Martin Lundgaard Hansen: 9-15 / 15-12 / 15-12
- Ha Tae-kwon /  Kim Dong-moon –  Patapol Ngernsrisuk /  Sudket Prapakamol: 15-2 / 15-7
- Ha Tae-kwon /  Kim Dong-moon –  Chan Chong Ming /  Chew Choon Eng: 15-4 / 15-8

### Damendoppel
- Pernille Harder /  Mette Schjoldager –  Helen Nichol /  Charmaine Reid: 11-1 / 11-2
- Cai Jiani /  Qian Hong –  Helene Kirkegaard /  Lene Mørk: 11-7 / 10-13 / 11-0
- Wei Yili /  Zhao Tingting –  Line Isberg /  Tina Olsen: 11-3 / 11-3
- Jo Novita /  Lita Nurlita –  Drífa Harðardóttir /  Sara Jónsdóttir: 11-3 / 11-1
- Carina Mette /  Kathrin Piotrowski –  Felicity Gallup /  Joanne Muggeridge: 11-7 / 7-11 / 11-9
- Vita Marissa /  Eny Widiowati –  Lee Hae Young /  Lee Hyo-jung: 13-12 / 13-11
- Helle Nielsen /  Majken Vange –  Ekaterina Ananina /  Anna Rice: 11-2 / 11-6
- Gail Emms /  Natalie Munt –  Lena Frier Kristiansen /  Kamilla Rytter Juhl: 11-4 / 11-6
- Hwang Yu-mi /  Lee Kyung-won –  Endang Nursugianti /  Eny Erlangga: 11-1 / 11-0
- Mia Audina /  Lotte Jonathans –  Yoana Martínez /  Lucía Tavera: 11-1 / 11-1
- Johanna Persson /  Elin Bergblom –  Nicole Grether /  Juliane Schenk: 11-7 / 7-11 / 13-11
- Nina Weckström /  Anu Nieminen –  Caren Hückstädt /  Sandra Marinello: 11-7 / 11-8
- Ann-Lou Jørgensen /  Rikke Olsen –  Kati Tolmoff /  Katerina Zvereva: 11-0 / 11-6
- Tracey Hallam /  Julia Mann –  Jeanette Lund /  Karina Sørensen: 6-11 / 13-10 / 11-5
- Chen Lin /  Jiang Xuelian –  Sathinee Chankrachangwong /  Saralee Thungthongkam: 7-11 / 11-4 / 11-8
- Pernille Harder /  Mette Schjoldager –  Cai Jiani /  Qian Hong: 11-6 / 11-7
- Wei Yili /  Zhao Tingting –  Jo Novita /  Lita Nurlita: 11-8 / 11-5
- Ella Tripp /  Joanne Nicholas –  Carina Mette /  Kathrin Piotrowski: 11-6 / 11-3
- Vita Marissa /  Eny Widiowati –  Helle Nielsen /  Majken Vange: 11-9 / 13-10
- Hwang Yu-mi /  Lee Kyung-won –  Gail Emms /  Natalie Munt: 11-1 / 11-3
- Mia Audina /  Lotte Jonathans –  Johanna Persson /  Elin Bergblom: 11-2 / 11-0
- Ann-Lou Jørgensen /  Rikke Olsen –  Nina Weckström /  Anu Nieminen: 11-5 / 11-0
- Chen Lin /  Jiang Xuelian –  Tracey Hallam /  Julia Mann: 11-2 / 11-6
- Wei Yili /  Zhao Tingting –  Pernille Harder /  Mette Schjoldager: 11-1 / 11-7
- Vita Marissa /  Eny Widiowati –  Ella Tripp /  Joanne Nicholas: 11-6 / 11-3
- Mia Audina /  Lotte Jonathans –  Hwang Yu-mi /  Lee Kyung-won: 11-5 / 11-3
- Chen Lin /  Jiang Xuelian –  Ann-Lou Jørgensen /  Rikke Olsen: 12-13 / 11-4 / 11-7
- Wei Yili /  Zhao Tingting –  Vita Marissa /  Eny Widiowati: 11-4 / 11-5
- Mia Audina /  Lotte Jonathans –  Chen Lin /  Jiang Xuelian: 11-8 / 11-5
- Wei Yili /  Zhao Tingting –  Mia Audina /  Lotte Jonathans: 11-3 / 6-11 / 11-9

### Mixed Qualifikation
- Hu Zhilang /  Qian Hong –  Thomas Laybourn /  Lene Mørk: 11-8 / 4-11 / 11-8
- Jonas Glyager Jensen /  Anne Mette Bille –  Ian Palethorpe /  Ella Tripp: 11-13 / 11-5 / 11-6
- Fu Haifeng /  Zhao Tingting –  Alvent Yulianto /  Endang Nursugianti: 2-11 / 11-6 / 11-1
- Peter Steffensen /  Helle Nielsen –  Stefano Infantino /  Agnese Allegrini: 11-5 / 11-4
- Carsten Mogensen /  Kamilla Rytter Juhl –  Alexandr Russkikh /  Kati Tolmoff: 11-1 / 11-8
- Hendra Gunawan /  Lita Nurlita –  Rasmus Andersen /  Lena Frier Kristiansen: 11-8 / 11-9
- Cai Yun /  Jiang Xuelian –  Ingo Kindervater /  Caren Hückstädt: 11-2 / 11-1
- Zhu Lihua /  Wei Yili –  Mathias Boe /  Majken Vange: 11-3 / 13-10
- Hu Zhilang /  Qian Hong –  Jonas Glyager Jensen /  Anne Mette Bille: 13-10 / 11-7
- Peter Steffensen /  Helle Nielsen –  Fu Haifeng /  Zhao Tingting: 5-11 / 11-5 / 11-8
- Carsten Mogensen /  Kamilla Rytter Juhl –  Hendra Gunawan /  Lita Nurlita: 11-1 / 11-8
- Zhu Lihua /  Wei Yili –  Cai Yun /  Jiang Xuelian: 11-9 / 11-2
- Hu Zhilang /  Qian Hong –  Peter Steffensen /  Helle Nielsen: 11-6 / 13-10
- Zhu Lihua /  Wei Yili –  Carsten Mogensen /  Kamilla Rytter Juhl: 11-0 / 11-4

### Mixed
- Jens Eriksen /  Mette Schjoldager –  Matthew Hughes /  Joanne Muggeridge: 11-6 / 11-3
- Ha Tae-kwon /  Lee Kyung-won –  Robert Blair /  Natalie Munt: 11-9 / 11-5
- Michael Lamp /  Ann-Lou Jørgensen –  Peter Jeffrey /  Tracey Hallam: 11-5 / 3-11 / 11-3
- Zhu Lihua /  Wei Yili –  José Antonio Crespo /  Dolores Marco: 11-0 / 11-2
- Nova Widianto /  Vita Marissa –  Patapol Ngernsrisuk /  Saralee Thungthongkam: 11-8 / 11-8
- Tommy Sørensen /  Karina Sørensen –  Thomas Tesche /  Carina Mette: 11-6 / 11-4
- Sang Yang /  Chen Lin –  Jesper Thomsen /  Helene Kirkegaard: 8-11 / 11-10 / 11-5
- Hu Zhilang /  Qian Hong –  Daniel Glaser /  Johanna Persson: 11-4 / 8-11 / 11-8
- Anggun Nugroho /  Eny Widiowati –  Björn Siegemund /  Nicol Pitro: 9-11 / 11-7 / 11-3
- Jonas Rasmussen /  Rikke Olsen –  Kim Yong-hyun /  Lee Hyo-jung: 11-1 / 11-7
- Simon Archer /  Marina Andrievskaia –  Kristof Hopp /  Kathrin Piotrowski: 11-3 / 11-7
- Chris Bruil /  Lotte Jonathans –  Fredrik Bergström /  Jenny Karlsson: 11-6 / 8-11 / 11-7
- Albertus Susanto Njoto /  Wang Chen –  Jörgen Olsson /  Frida Andreasson: 7-11 / 11-3 / 11-5
- Kim Dong-moon /  Hwang Yu-mi –  Sudket Prapakamol /  Sathinee Chankrachangwong: 11-3 / 13-10
- Graham Hurrell /  Joanne Nicholas –  Michael Jensen /  Jeanette Lund: 11-9 / 11-5
- Nathan Robertson /  Gail Emms –  Lars Paaske /  Pernille Harder: 6-11 / 11-6 / 11-7
- Jens Eriksen /  Mette Schjoldager –  Ha Tae-kwon /  Lee Kyung-won: 11-3 / 11-6
- Michael Lamp /  Ann-Lou Jørgensen –  Zhu Lihua /  Wei Yili: 11-2 / 11-4
- Nova Widianto /  Vita Marissa –  Tommy Sørensen /  Karina Sørensen: 11-6 / 11-5
- Hu Zhilang /  Qian Hong –  Sang Yang /  Chen Lin: 11-4 / 11-6
- Jonas Rasmussen /  Rikke Olsen –  Anggun Nugroho /  Eny Widiowati: 11-1 / 11-8
- Chris Bruil /  Lotte Jonathans –  Simon Archer /  Marina Andrievskaia: 11-2 / 11-3
- Kim Dong-moon /  Hwang Yu-mi –  Albertus Susanto Njoto /  Wang Chen: 11-1 / 9-11 / 11-7
- Nathan Robertson /  Gail Emms –  Graham Hurrell /  Joanne Nicholas: 11-4 / 11-8
- Jens Eriksen /  Mette Schjoldager –  Michael Lamp /  Ann-Lou Jørgensen: 11-6 / 11-7
- Nova Widianto /  Vita Marissa –  Hu Zhilang /  Qian Hong: 11-4 / 11-6
- Jonas Rasmussen /  Rikke Olsen –  Chris Bruil /  Lotte Jonathans: 11-7 / 11-4
- Kim Dong-moon /  Hwang Yu-mi –  Nathan Robertson /  Gail Emms: 11-6 / 11-5
- Nova Widianto /  Vita Marissa –  Jens Eriksen /  Mette Schjoldager: 11-9 / 13-10
- Kim Dong-moon /  Hwang Yu-mi –  Jonas Rasmussen /  Rikke Olsen: 3-11 / 11-6 / 11-5
- Kim Dong-moon /  Hwang Yu-mi –  Nova Widianto /  Vita Marissa: 11-6 / 4-11 / 11-7